# Advanced Precision Kill Weapon System
AGR-20 Advanced Precision Kill Weapon System (APKWS) je americká lehká protizemní řízená střela krátkého dosahu vzniklá konverzí neřízených střel Hydra 70. Střela může být vypouštěna z vrtulníků, letadel i dronů. Útočit s ní lze na stacionární i pohyblivé pozemní, vzdušné nebo námořní cíle. Účinná je zejména proti méně odolným cílům. Vzhledem k laserovému navádění je velmi přesná a odolná proti rušení. Její hlavní výhodou oproti běžným protizemním střelám je nízká cena a omezení vedlejších škod při jejím nasazení. Je to první úspěšná konverze střely Hydra 70 na řízenou střelu. Systém APKWS byl exportován do řady zemí, například Austrálie, Filipín, Iráku, Jordánska, Libanonu, Nizozemska, Tuniska a Velké Británie.

## Vývoj

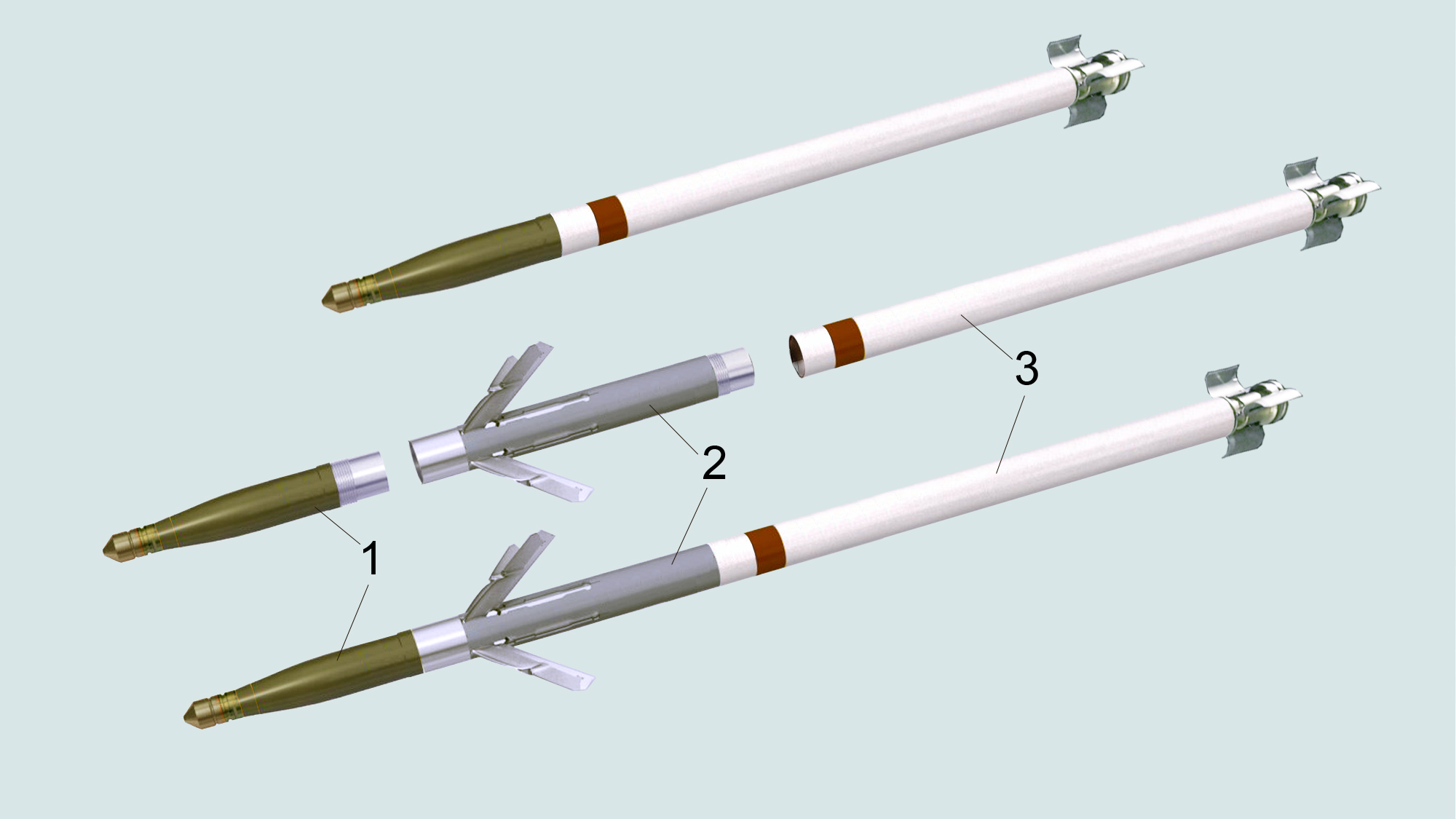
Vznik střely APKWS z původní neřízené střely Hydra 70

Armáda Spojených států amerických zahájila vývojový program APKWS v roce 2002, ale v lednu 2005 jej zrušila. Ještě v průběhu roku 2005 však program restartovala pod označením APKWS II. V dubnu 2006 byla za hlavního kontraktora programu vybrána zbrojovka BAE Systems (neuspěly General Dynamics a Northrop Grumman). První testy střely proběhly v září 2007 na bitevních vrtulnících AH-1W Super Cobra a v prosinci 2007 na průzkumných vrtulnících OH-58 Kiowa. V roce 2008 dohled nad programem převzalo americké námořnictvo a námořní pěchota. Hlavní vývojové práce byly dokončeny roku 2009 a počáteční malosériová výroba LRIP (Low-Rate Initial Production) začala roku 2010.
V prvních letech střely APKWS představovaly výzbroj vrtulníků. V roce 2011 společnost BAE Systems získala zakázku na jejich integraci do výzbroje bitevních letounů A-10 Thunderbolt II a AV-8B Harrier II. Systém byl integrován do výzbroje celé řady letounů, vrtulníků a dronů. V dubnu 2012 byly střely APKWS poprvé nasazeny v Afghánistánu. Plná sériová výroba systému byla zahájena v srpnu 2012. Systém nejprve zařadila americká armáda, námořnictvo a námořní pěchota. V roce 2016 střely APKWS v urychleném režimu zařadilo i americké letectvo, aby je mohlo nasadit v Iráku a Afghánistánu.
V roce 2021 společnost BAE Systems úspěšně otestovala nasazení střely APKWS proti bezpilotním letadlům. Operačně začaly být v této úloze nasazovány USAF od konce roku 2024 během mezinárodní intervence proti jemenským Hútíjům a v březnu 2025 dosáhly prvního sestřelu.
Roku 2025 byla představená vylepšená verze střely APKWS, jejíž naváděcí systém byl doplněn o infračervené čidlo.

## Popis

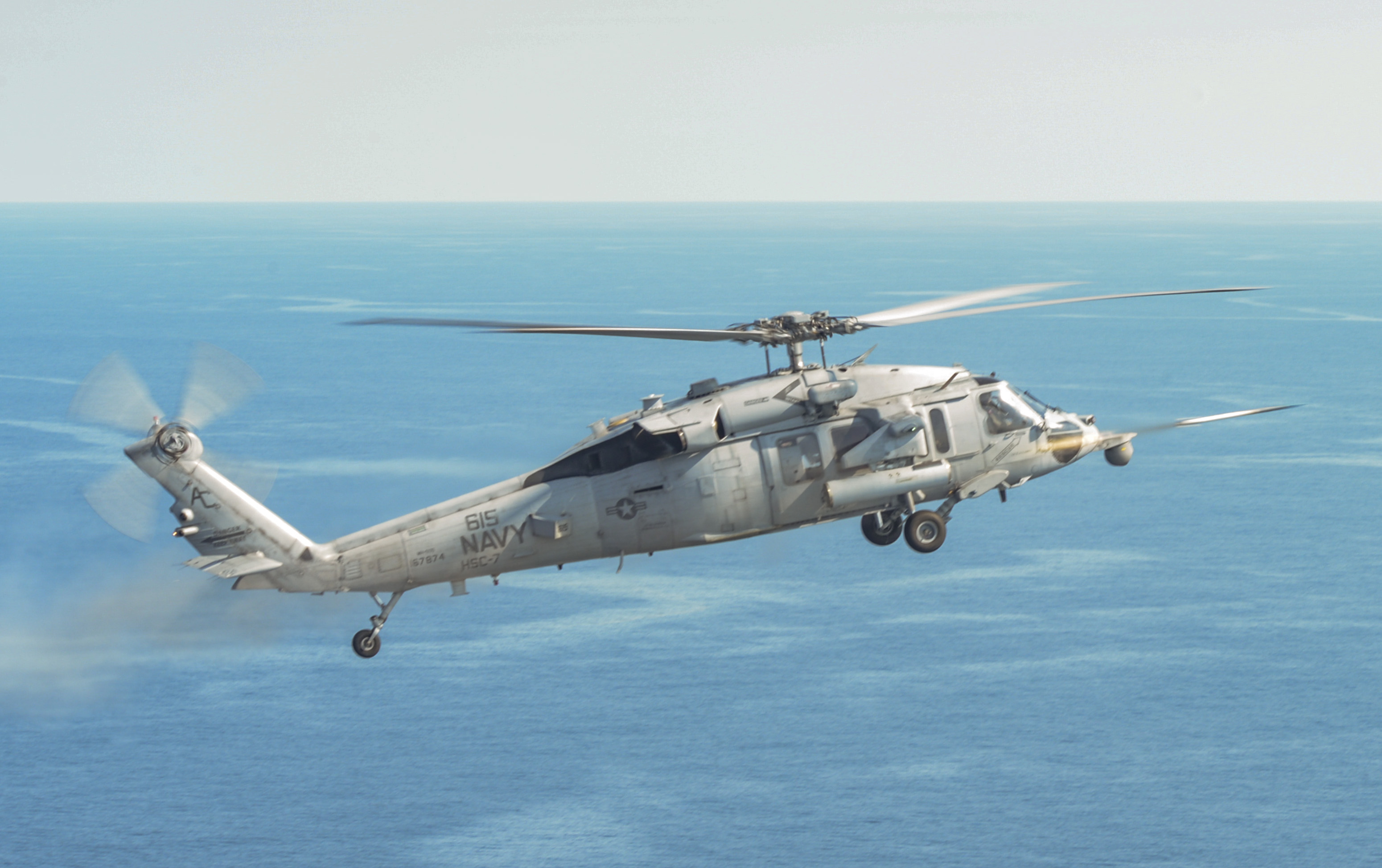
Vypuštění střely APKWS z víceúčelového vrtulníku MH-60S Knighthawk

Neřízené rakety Hydra 70 jsou na rakety APKWS upravovány vložením dodatečné naváděcí sekce WGU-59/B do prostoru mezi raketový motor a bojovou hlavici. Součástí této sekce jsou i výklopné řídící plochy. Jejich součástí jsou i senzory sloužící k navedení APKWS po laserovém paprsku.